# 防伪印刷
防伪印刷也称为保全印刷（英語：Security printing）是印刷工业中的一个领域，它涉及的项目包括纸币、护照、防揭标签、证券、邮票和身份证。防伪印刷的主要目的是防止伪造文书、涂改以及假币制造。有许多技术被应用于防伪印刷工业。

## 特種紙張
大多數紙幣都使用加厚紙張來製作，幾乎總是使用棉纖維來增強其強度和耐久性，在某些情況下，也會加入亞麻或者特種彩色纖維來增加紙張的特性，防止偽造。諸如羅馬尼亞、墨西哥、新西蘭、以色列、新加坡、英國和澳大利亞等國還使用塑膠來製作鈔票來提高抗磨損能力，並且在鈔票上面增加了一個可透光的窗口作為防偽措施，而這是一般的偽造設備所難以複製的。

## 水印
水印是在纸张透光时可见的具有明暗纹理的图形、人像或者文字。水印由涂水的金属印模或滚轮在纸张抄造时压印而成。水印最早出现于1282年意大利的博洛尼亚，除了作为一种防伪手段以外，它们还被造纸业用于区分他们自己的产品。

## 凹版印刷
凹版是一种将图像雕刻进印版的印刷技术。通常使用铜版或者锌板，通过蚀刻法或者雕版法将图像刻在上面，有时也会使用金属版印刷法。印刷过程中，将雕刻版表面覆盖油墨，之后用塔勒坦布或者报纸擦去表面上的油墨，使油墨仅在刻痕中存在。将潮湿的纸张放在刻板顶部，通过印刷机的压力，是刻板凹陷处的油墨转移到纸张上。
印刷时苛刻的条件使得凹版印刷过程很难通过其他手段模仿。通过凹版印刷还发展出潜像技术，即图像仅仅在与纸面夹角很小时才可以被看到。

## 机器雕刻几何图案
雕花是一个由两条或多条弧形条带形成的交错重复的圆环装饰图案。它们由几何车床雕刻。

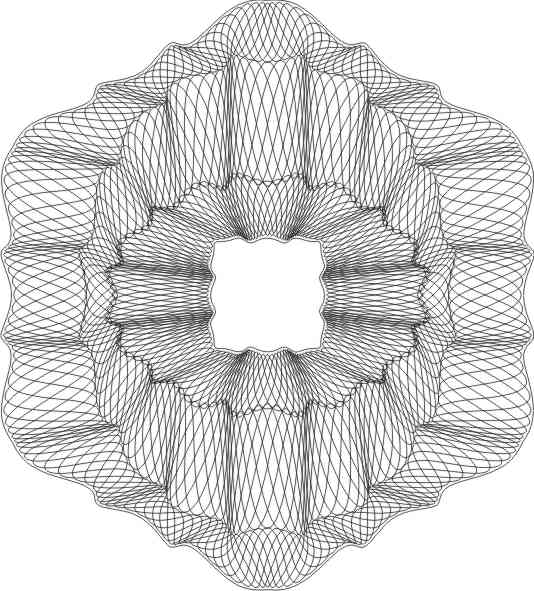
电脑生成的几何图案

## 缩微文字
通常由极其微小的文字构成，最常见于钞票和银行支票。文字一般足够小，以至于肉眼难以识别。例如支票，使用缩微文字作为其签名线。

## 光变油墨
光变油墨是一种从不同角度观看会改变颜色的化学制品。油墨的颜色并不是真正改变，而是到达观看者眼睛的光线角度发生改变，造成颜色发生变化。通常地，变色油墨只有三种变色区间：绿到紫、金到绿以及绿到淡紫。

## 全息
全息防伪可以通过全息贴纸被添加，或者直接添加在卡纸上。

## 安全线
又叫防伪线。这里有两种安全线：
第一种是将薄铝层涂在塑质薄层上制成带有缩微文字的安全线，嵌入纸币或者护照的纸张。
另一种安全线是一种单一或多种颜色的由棉纤维或者合成纤维制成的缝纫线，通常含有荧光物质，用于装订护照册。

## 磁性油墨
由于磁性油墨的特征难以被仿造，而且它的使用可以加快机读速度，所以磁墨字符识别技术被广泛应用于银行业，主要是个人支票。油墨被用于磁墨字符识别技术 (MICR)，并且用于大大减少自动化（或电脑化）读取时出现的错误。
一些人相信磁性油墨是为了防止造假，但是其原本的目的是为了拥有一个非光学识别技术，这样在支票上的笔划，比如签名，将不会干扰读取。主要的磁性字体（E13-B和CMC7）在少量付费后均可下载，除了磁性墨粉外均可应用于许多打印机。一些更高分辨率的墨粉对于读取来说有足够的磁性，无需特殊的墨粉。

## 序列号
序列号并不难被仿造，但是它可以使合法文件容易被追踪与审计。有些印刷設備、影印機、印表機等會自動在紙上印上序號之類的浮水印，以可追蹤是從哪部機器甚至是哪一人印出來的，特別是注重保密的單位，如軍方、高科技產業等。

## 防复印标记
20世纪末期计算机技术和复印技术的研究进展使人们在没有专业训练的条件下也可以轻松地复制纸币。为了防止这一现象，银行设法给软件或者硬件增加过滤功能并提供给公众，使其具有识别货币的功能，并且拒绝复制含有这一标志的任何物品。一个已知的上述系统的例子是EURion constellation。

## 防复印纸张
许多安全文件均包含有使文件影印版本与原版出现明显差别的防伪功能。例如，在影印过程中，大多数支票的复印件上会出现“VOID”（或者其他语言的类似文字）的字样，有些公文書或證書的影印本會出現「影本」字樣等，尽管这些文字在原版上無法以肉眼看見。

## 荧光油墨
这是在紫外线或其它不寻常光线的照射下发出荧光的染料。它们显示为文字、图案或者图片，并且在一般的光线下可见或者不可见。这项功能也被加入到很多的钞票和其他文件中，比如北爱尔兰的国民保健处方在紫外光下显示出当地的“第八大奇迹”巨人之路的图案。一些生产商引入多频荧光，这样不同的元素在特定的频率均下会发出荧光。

## 对印图案
钞票印刷过程中通常正反两面可以对齐得很好。这说明通过这个功能可以检验钞票的真伪，并且为印刷时严格对齐纸币的其他部分提供了可能。再次，由于大多数复印店均难以准确对印纸张两面的图案，使其很难被模仿。

## 电子设备
随着射频识别（RFID）技术的问世，使在印刷品中插入非常小的射频有源器件成为可能，这可以提高文件的安全性。最明显的例子是生物識別护照，一个鑲嵌於護照內的RFID芯片储存了护照上打印出的信息。

## 遇热变色油墨
这是一种有固定“隐藏”温度的防伪油墨，当温度达到31摄氏度（88华氏度）时，用手指按压油墨覆盖的地方，那里的颜色会发生改变与消失。

## 潜像
压敏或者热敏标签显现为一般的颜色（黑白或彩色）。当通过一个特殊的滤波器（比如偏光镜）观察时，通常隐藏的图像即显现出来。